# Kateřina Skypalová
Kateřina Skypalová (* 20. Februar 1999) ist eine tschechische Hammerwerferin.

## Sportliche Laufbahn
Erste Erfahrungen auf Wettkämpfen, internationaler Ebene, sammelte Kateřina Skypalová beim Europäischen Olympischen Jugendfestival 2015 in der georgischen Hauptstadt Tiflis. Dort schied sie im aber mit 52,81 m in der Qualifikation aus. Ein Jahr später gewann sie bei den erstmals ausgetragenen U18-Europameisterschaften ebendort mit 66,58 m die Goldmedaille. 2017 nahm sie an den U20-Europameisterschaften in Grosseto teil und gewann dort ebenfalls Gold mit 64,78 Metern. 2018 erfolgte die Teilnahme an den U20-Weltmeisterschaften in Tampere, bei denen sie mit 61,37 m im Finale den siebten Platz belegte.
2017 wurde Skypalová tschechische Meisterin im Hammerwurf.